# Nycticebus pygmaeus
El loris lento pigmeo (Nycticebus pygmaeus) es una rara especie de primate estrepsirrino de la familia Lorisidae que se encuentra en las áreas más espesas de los bosques tropicales, subtropicales secos y matorrales de bambú, en China (Yunnan), Vietnam, Laos, y partes de Camboya.

## Descripción
Adultos miden entre 18 y 21 cm de largo y virtualmente no tienen cola. Pesa unos 500 g.

## Comportamiento
Sus hábitos son nocturnos y arbóreos. Se mueven lenta y cautelosamente entre las ramas, solos o en pequeños grupos. Se alimentan de frutos, insectos, caracoles huevos y pequeños mamíferos. Produce una toxina dentro de los codos que coloca en su boca para dar mordiscos venenosos cuando se ve atacado.
El macho se acopla con la hembra cuando ésta le comunica mediante silbidos que está en la época de estro. Cada 12 a 18 meses la hembra queda embarazada y tras 180 a 190 días de gestación tiene una o dos crías, que permanecen con la madre por lo menos 4 meses, durante los cuales ella las protege de los predadores untándolas con saliva tóxica. Las hembras maduran sexualmente a los 9 meses y los machos entre los 17 y 20 meses.

## Población
Sobreviven cerca de 72.000 ejemplares en su hábitat y 200 en cautividad. Los eventos de la Guerra de Vietnam contribuyeron a disminuir su población.